# Superior Challenge
Superior Challenge（スペリアー・チャレンジ）は、スウェーデンの総合格闘技団体。代表はアパレルメーカー「スペリアー・ウェア」CEOのババク・アガヴァリ。設立当初は総合格闘技廃止法案の影響で肘打ちを禁止していた。スウェーデン総合格闘技連盟の管理下で行われ、薬物検査が義務付けられている。2010年2月に王座の認定を開始し、2015年5月に女子王座の認定を開始した。王座の変遷については「Superior Challenge王者一覧」を参照。

## 階級
| 階級           | 重量区分          |
| -------------- | ----------------- |
| ヘビー級       | -265lbs: -120.2kg |
| ライトヘビー級 | -205lbs: -93.0kg  |
| ミドル級       | -185lbs: -83.9kg  |
| ウェルター級   | -170lbs: -77.1kg  |
| ライト級       | -155lbs: -70.3kg  |
| フェザー級     | -145lbs: -65.8kg  |
| バンタム級     | -135lbs: -61.2kg  |